# آیترا

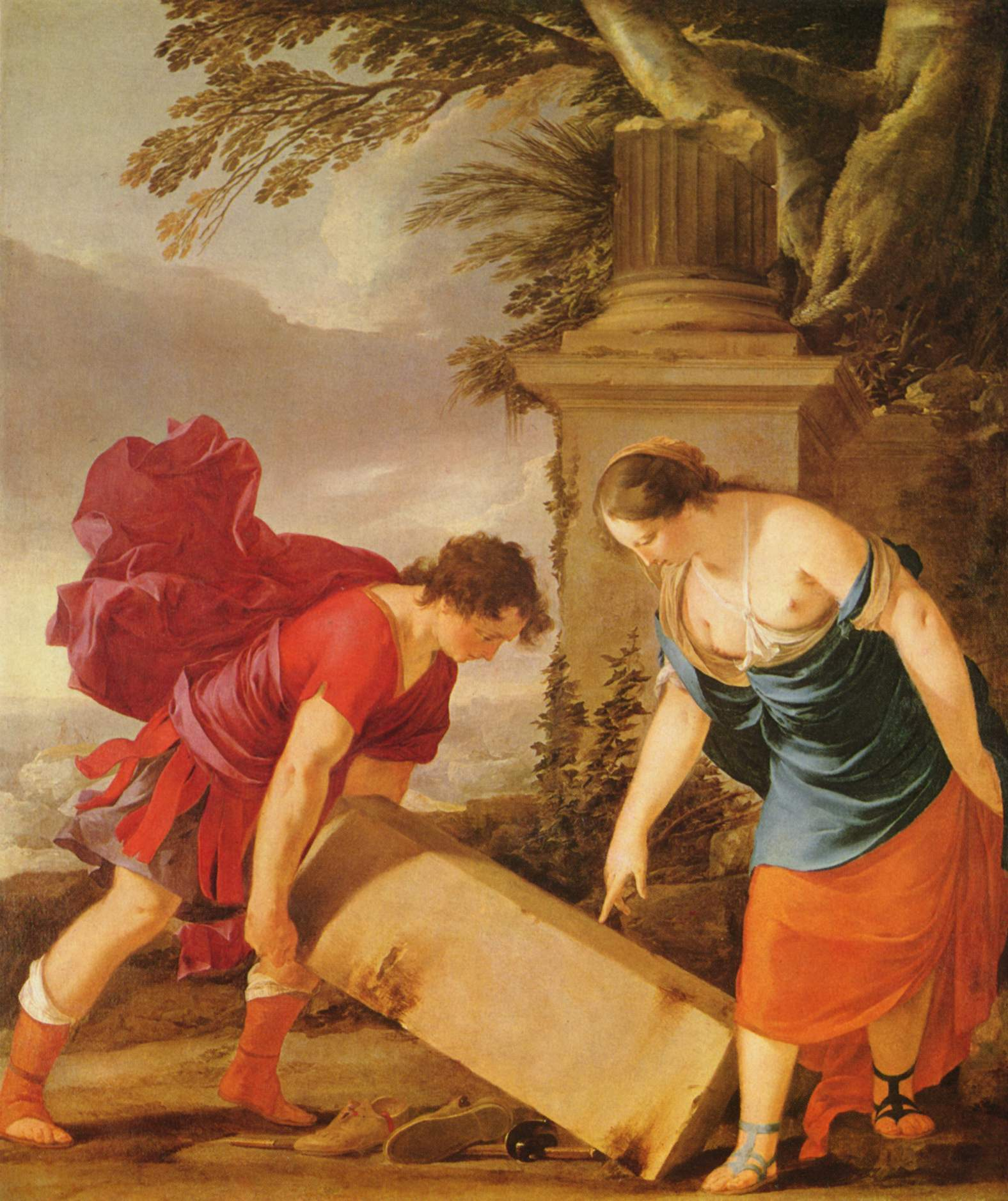
تسئوس و آیترا (۱۶۰۶-۱۶۵۶)

آیترا (به یونانی: Αἴθρα) در اساطیر یونانی دختر پیتیوس، شاه تروزین در آرگولید، و مادر تسئوس (پدرش آیگیوس پادشاه آتن بود، یا در برخی تفاسیر پوزئیدون ایزد دریاها) بود. گمان می‌رفت که آیگیوس عقیم باشد، و آیترا شبی که تسئوس را حامله شد، با هر دو خوابیده بود.

## اوایل زندگی
بلروفون برای خواستگاری نزد پیتیوس، پدر آیترا به تروزین سفر کرد، اما قبل از اینکه وصلت صورت پذیرد، این پهلوان به کورینتوس تبعید شد.
شاه آیگیوس که از ازدواج‌های قبلی خود فرزندی نداشت به تروزین سفر کرد، شهری در جنوب غربی آتن که توسط آتنا و پوزئیدون محافظت می‌شد. در این بین پیتیوس، آیگیوس را توسط شرابی ناآمیخته مست کرد و او را همراه با دخترش راهی رختخواب نمود. آیترا به دنبال راهنمایی‌های آتنا در خواب، آیگیوس خفته را رها کرد و به سمت جزیرهٔ «Sphairia» نزدیک ساحل تروزین رهسپار شد. در آنجا بود که توسط پوزئیدون مورد تجاوز قرار گرفت، در نتیجه آیترا توسط آیگیوس و پوزئیدون آبستن شد.